# Theodoor Jorissen

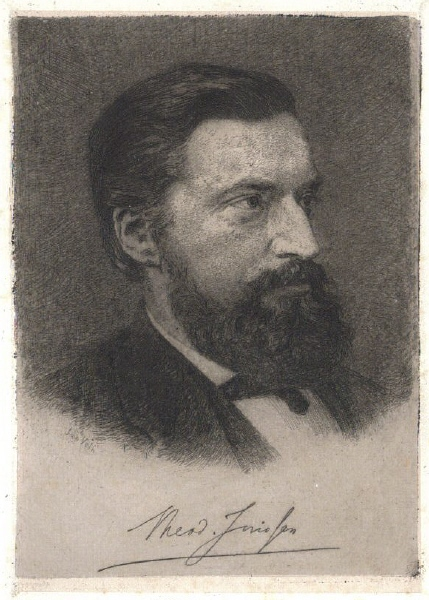
Theodoor Jorissen.

Thomas Theodorus (Theodoor) Hendrikus Jorissen, född den 22 februari 1833 i Utrecht, död den 1 april 1889 i Amsterdam, var en nederländsk historiker och litteraturvetare. 
Efter att ha avslutat sina teologiska studier kastade han sig över studiet av litteraturen och beklädde olika poster som lärare vid högre undervisningsanstalter i olika städer, sist vid  Amsterdams kommunala universitet. En rad litteraturvetenskapliga och historiska studier har eftervärlden honom att tacka för. Särskilt ägnade han sig åt Napoleontiden. Av hans verk kan nämnas De Patriotten te Amsterdam in 1794 (1874), De overgave van Amsterdam in 1795 (1874) och De ondergang van het koninkrijk Holland (1871, 2:a upplagan 1873).